# Prehod mladih iz izobraževanja v zaposlitev
Prehod mladih iz izobraževanja v zaposlitev je izraz, s katerim opisujemo obdobje mladih med zaključevanjem formalnega izobraževanja in vstopom v prvo zaposlitev. V 21. stoletju se s prehodom na trg dela veliko mladih težko spopada. 
Po Arnettu se obdobje med mladostništvom in zgodnjo odraslostjo, značilno za mlade med 18. in 25. letom starosti, imenuje prehod v odraslost. Za mlade na prehodu v odraslost so značilni nestabilnost, osredotočenost nase, zaznavanje številnih možnosti, položaj "nekje vmes" med mladostništvom in odraslostjo, predvsem pa je to podaljšano obdobje oblikovanja identitete. Proti koncu tega starostnega obdobja se mladi soočajo s prehodom iz izobraževalnega sistema v zaposlitev. Zaradi trenutnega večjega deleža mladih, ki nadaljujejo izobraževanje na terciarni ravni, se je število iskalcev zaposlitve med 15. in 24. letom zmanjšalo oziroma premaknilo v višje starostne skupine, tja do 30. leta starosti.
Naraščajoča ekonomija, temelječa na znanju, ki zaznamuje 21. stoletje, še posebej poudarja pomen visoke izobrazbe za zagotovitev uspešne prihodnosti. Kljub temu terciarna izobrazba ni zagotovilo takojšnje stalne zaposlitve posameznika na želenem področju dela po končani izobrazbi. Mnogo mladih je namreč po končanem izobraževanju brezposelnih ali nestalno zaposlenih. Brezposelnost mladih v Evropski Uniji je kar dva- do trikrat višja od splošne stopnje brezposelnosti, pri čemer se podatki razlikujejo med državami. V gospodarski krizi se je v Sloveniji povečal problem prehoda mladih iz izobraževanja na trg dela. Stopnja brezposelnosti se je med mladimi v Sloveniji (15–24 let) v obdobju 2008–2014 najbolj povišala, s tem, da je bilo poslabšanje njihovega položaja nadpovprečno v državah Evropske Unije. Od leta 2015 se je stanje nekoliko obrnilo, saj se je brezposelnost oseb med 18. in 29. letom začela nižati. Razlogi za to so morda večja pripravljenost mladih sprejeti zaposlitev, ki ni skladna z njihovo izobrazbo ter večja sprejetost fleksibilnega dela. Hkrati je k zmanjšanju brezposelnosti mladih verjetno prispeval načrt Jamstva za mlade, ki mladim omogoča aktivnejše iskanje zaposlitve ter pridobivanje praktičnih izkušenj. Poleg tega podjetja zaposlujejo več mladih zaradi subvencij za trajno zaposlovanje mladih, vendar lahko slednje vpliva na večjo brezposelnost oseb, ki so že dopolnile 30 let.
Povprečno trajanje brezposelnosti mladih do 26. leta starosti je leta 2014 znašalo 9,2 meseca. V skupino mladih, ki so danes podvrženi brezposelnosti, se uvrščajo predvsem mladi z doseženo univerzitetno izobrazbo, stari do 29 let.

## Razlogi za daljši prehod mladih v zaposlitev
Mladinski trg delovne sile je zelo odvisen od ekonomskih in socialnih dogajanj v državi. Nanj prav tako kot na celoten slovenski trg delovne sile vplivajo gospodarska gibanja, trendi zaposlovanja in brezposelnosti, po drugi strani pa je mladinski trg edinstven z vidika velike prožnosti zaposlovanja mladih, kot so delo za določen in nepolni delovni čas, študentsko delo, honorarno in občasno delo. Ta posebnost pomembno vpliva na pogostost prehodov med zaposlitvami in na pogostost brezposelnosti, vse to pa se povezuje s pojavom polne osamosvojitve mladih. V Sloveniji se polarizacija med fleksibilnimi mladimi in starejšimi, ki imajo praviloma redne zaposlitve, najbolj kaže pri zaposlitvi za določen oziroma nedoločen čas. V Sloveniji se kaže trend, da mladi šele z leti, po 30. letu starosti, lahko dosežejo postopen prehod iz negotove v gotovo oziroma varno zaposlitev. Delodajalci s fleksibilno obliko zaposlitve dajejo mlademu na prehodu v zaposlitev na nek način možnost, da se izkaže, in se nato odločijo, ali dosega zahtevane kriterije za določeno delovno mesto, morda celo za nedoločen čas. Tako je prva zaposlitev po eni strani odskočna deska k redni zaposlitvi, po drugi strani pa se povezuje z negativnimi posledicami na duševno zdravje mladega posameznika, ki se giblje med gotovostjo zaposlitve in možnostjo brezposelnosti.
Mlade na prehodu v zaposlitev se pogosto povezuje s pomanjkanjem delovnih izkušenj, če pogledamo iz drugega zornega kota, pa so današnji mladi tisti, ki nosijo najnovejša znanja, socialne in tehnične spretnosti ter kompetence, ki se vežejo na odraščanje v sodobni informacijski družbi.
Z mladimi na trgu delovne sile se povezuje predvsem pojave, kot so hitrost prehodov iz izobraževanja v zaposlitev, vrsta zaposlitev in zaposlitvenih pogodb, pogostost in trajanje brezposelnosti in podobno. Na omenjene pojave vplivajo številni dejavniki, ki se med seboj povezujejo. Nekateri izmed njih so:
- gospodarska gibanja (vplivajo na povpraševanje po delovni sili in pogostost zaposlitve mladih),
- lokalna in regionalna gospodarska situacija,
- demografska situacija (število mladih, ki se izobražujejo na terciarni ravni, število mladih na prehodu v zaposlitev, starost delovno aktivne populacije, ipd.),
- izobraževalni sistemi in svetovalna opora na prehodu v zaposlitev (pripravništvo, praktično usposabljanje, projektno delo, študijska praksa, karierna orientacija in svetovanje),
- zakonska in podzakonska regulacija zaposlovanja (pravice in dolžnosti, vrste pogodb, ipd.),
- odnos delodajalcev do zaposlovanja mladih (družbena odgovornost dajanja priložnosti mladim),
- usklajenost potreb gospodarstva z željami oziroma področji študija mladih,
- odnos sindikatov (ozaveščanje o problematiki).

## Duševno zdravje mladih na prehodu v zaposlitev
Različne študije so pokazale negativno povezanost med brezposelnostjo in duševnim zdravjem. Duševno zdravje se pomembno povezuje z različnimi zaposlitvenimi situacijami, kot so zadovoljstvo pri delu, delovno mesto na želenem področju in gotovost v stalno zaposlitev.
Cassidy in Wright sta v raziskavi spremljala mlade diplomante na prehodu v zaposlitev, pri čemer sta ugotavljala razlike med zaposlenimi, brezposelnimi ter mladimi, ki so dobili zaposlitev na področju, ki ni povezano z njihovo karierno potjo in le-to dojemajo kot neželeno zaposlitev (podzaposlenost). Rezultati so pokazali pomembne razlike med mladimi, ki so dobili zaželeno zaposlitev, ter mladimi, ki so brezposelni ali delajo na neželenem delovnem mestu. Za brezposelne in mlade, zaposlene na neželenem delovnem mestu, so bili značilni višja mera negativnega stresa, zmanjšanje zdravega načina življenja, manjša mera zaznane socialne podpore ter optimizma in znižanje storilnostne motivacije. Mladi, zaposleni na želenem delovnem mestu, so po drugi strani poročali o večji meri zaznane socialne podpore, zvišanju storilnostne motivacije in več pozitivnih posledicah zaposlitve na lastno duševno zdravje.
V študiji Winefielda in sodelavcev so mladi, zadovoljni pri delu, pokazali višjo stopnjo samozavesti, manj simptomov depresije, manj pripisovanja mesta nadzora zunanjim dejavnikom in manj negativnega razpoloženja kot brezposelni in mladi, ki so nezadovoljni pri delu.
Kot eden izmed posledic prehoda v zaposlitev se kaže pojav depresije, pri čemer študije ne potrjujejo povezave z zaposlitvijo na neželenem področju, nakazujejo pa na pomembno vlogo zadovoljstva pri delu. Domene in Arim ponujata razlago, da mladi v aktualnih razmerah na delovnem trgu takoj po končani izobrazbi ne pričakujejo takojšnje zaposlitve, ki bo ustrezala njihovi karierni poti in je zato razvoj simptomov depresije malo verjeten, medtem ko je vpliv zadovoljstva pri delu zelo pomemben. Vpliv prehoda v zaposlitev na duševno zdravje se pomembno razlikuje med spoloma. Distres in simptomi depresije se pogosteje pojavljajo pri ženskah kot moških.
Področje duševnega zdravja mladih na prehodu v zaposlitev je še dokaj neraziskano, vendar je raziskovanje o tej tematiki še kako potrebno za identifikacijo psiholoških dejavnikov, ki so vpleteni v pojav. Značilnosti prehoda mladih v zaposlitev je pomembno tako z vidika psihološkega in fizičnega zdravja mladih kot tudi z vidika dolgoročnih negativnih posledic, ki jih ima to obdobje na storilnostno motivacijo mladih.

## Delovanje in predlogi izboljšanja prehoda mladih v zaposlitev
Strukturni problemi trga dela mladih, kot so fleksibilne oblike zaposlitev, ter njihova posledica, ki se kaže v kasnejšem in bolj kompleksnem osamosvajanju mladih, ostajajo. Politika zaposlovanja mladih v današnjih časih namreč stremi ravno v smer večje fleksibilnosti.
Cassidy in Wright opozarjata na potrebo po večji obravnavi in načrtovanju prehoda iz šole v zaposlitev. Mnogo mladih po končanem izobraževanju ni pripravljenih na samostojen vstop na trg dela. Izobraževalne ustanove morajo mladim nuditi učenje iskanja možnosti, prijavljanja in konkuriranja pri iskanju zaposlitve.
Slovenija je kot ukrep za mlade na prehodu v zaposlitev v obdobju 2014–2015 izvedla načrt Jamstva za mlade, ki je vključeval mlade med 15. in 29. letom starosti. Načrt je brezposelnim mladim v roku štirih mesecev po začetku brezposelnosti ponudil zaposlitev, nadaljnje izobraževanje ali usposabljanje. Cilj načrta je, da mladi postanejo bolj aktivni iskalci zaposlitve, pridobijo nova znanja in veščine ter svojo karierno pot nadgradijo s praktičnimi izkušnjami. Analiza Jamstva za mlade je pokazala, da so vključeni v program dobili tudi 40% več napotnic za prosta delovna mesta in desetkrat več srečanj z delodajalci kot preostali brezposelni. Trenutno se izvaja načrt Jamstva za mlade v obdobju 2016–2020, ki vsebuje 15 ukrepov za lažji prehod mladih v zaposlitev in sicer za tiste v obdobju izobraževanja, vključno s tremi meseci po vpisu v evidenco brezposelnih, kot tudi za dolgotrajno brezposelne. Slovenija iz državnega proračuna ponuja tudi subvencijo za trajno zaposlovanje mladih, ki v najnovejšem razpisu iz aprila 2017 znaša 5.000 evrov. Podjetje lahko dobi subvencijo v navedenem znesku za zaposlitev mladega delavca, starega do vključno 29 let, ki je na Zavodu za zaposlovanje vsaj tri mesece.
Posameznik lahko najde rešitev pomanjkanja prostih oziroma primernih delovnih mest v samozaposlitvi oziroma podjetništvu. Mlade pri samostojnem podjetništvu omejujejo predvsem pomanjkanje finančnega in socialnega kapitala ter izkušenj na tem področju. Leta 2014 se je v Sloveniji začel izvajati program Podjetno v svet podjetništva, ki je namenjen mladim do 35. leta starosti z višjo, visoko ali podiplomsko izobrazbo. Program mladim brezposelnim omogoča zaposlitev za določen čas za nekaj mesecev, v katerih mladi razvijajo podjetniške ideje in sposobnost vstopa na trg dela. Program je delno financiran s strani Evropske unije iz Evropskega socialnega sklada. Slovenija spodbuja podjetništvo mladih tudi s subvencioniranjem samozaposlitev in sicer preko razpisa za projekte, ki z razvijanjem določene dejavnosti mladim brezposelnim zagotavljajo zaposlitev ter spodbujajo podjetništvo preko podpiranja inovativnosti.
Omeniti je potrebno, da morajo mladi v zadnjih desetletjih razmišljati tudi, kateri študij jim prinaša najbolj zanesljivo zaposlitev. Zaposlitvene možnosti namreč povzročajo velik pritisk na mlade in imajo poleg osebnosti, interesov, družinskih preferenc, prijateljev, dosedanjih dosežkov, ipd. zelo pomembno vlogo pri odločitvi za poklic. Po drugi strani pa socialna psihologinja dr. Mirjana Ule pravi, da so življenjske odločitve dandanes vse bolj individualizirane, kar vpliva na večjo različnost med individualnimi življenjskimi načrti, pa tudi na njihovo tveganost. Mladi namreč svojih odločitev ne oblikujejo več toliko s primerjanjem s svojimi vrstniki oziroma generacijsko skupino. Zato so privlačnejši družboslovni študiji, ki poleg strokovnih znanj ponujajo tudi večje pridobivanje socialnega in kulturnega kapitala. Danes je omejitev vpisa najvišja na naravoslovnih študijih (zdravstvena, farmacevtska in medicinska fakulteti v Ljubljani), od družboslovnih znanosti pa se jim pridružujejo psihologija, specialna in razvojna pedagogika ter predšolska vzgoja. Visoka omejitev je relativno visoko povezana ravno s študiji, pri katerih diplomanti čakajo najmanj časa na prvo zaposlitev (farmacevti, zdravniki, medicinske sestre, visoko pa so tudi inženirji). Fakultete v Sloveniji morajo pri številu razpisanih mest in akreditaciji programov načeloma upoštevati trg delovne sile, vendar je takšno napovedovanje zelo omejeno, saj se trg dela zelo hitro spreminja, kar lahko zniža verjetnost pravilne napovedi za prihodnost. Mirjana Ule pravi, da se mladi v Sloveniji niso odpovedali iskanju kulturnega in socialnega kapitala, kar se kaže npr. v zelo priljubljenem programu primorske univerze – biopsihologiji, pri katerem zaposljivost diplomantov trenutno ni obetavna. Drug problem sistemskega reševanja nezaposljivosti mladih so nasveti, ki jih mlad iskalec zaposlitve dobi npr. v kariernih centrih. Ti namreč spodbujajo razvoj komunikacijskih in socialnih veščin, kar pa verjetno ne bo znižalo brezposelnosti na družbeni ravni.